# شرم برم (فلم)
شرم برم هو فيلم وكوميدي-مصري صدر في 2001، من إخراج رأفت الميهي ومحمد محسن وتأليف رأفت الميهي. الفيلم من بطولة خالد صالح وأحمد فؤاد سليم ورشا مهدي ومحمود البزاوي وبسمة وطارق عبد العزيز وأحمد رزق ومخلص البحيري.
لم يحقق الفيلم نجاحاً تجاريا، مما دفع المخرج رأفت الميهي لاعتزال السينما، فكان بذلك آخر أعماله السينمائية.

## ملخص القصة
تدور أحداث الفيلم حول مجموعة من الشباب والضغوط المحيطة بهم وما يواجهونه في سبيل تحقيق أحلامهم.

## طاقم العمل
| - خالد صالح:الشيخ مسعود - أحمد رزق:عبده البليد - بسمة العطار:زينب - سامح حسين:عسكري | - طارق عبد العزيز:حمدى - تامر الميهي: - عادل الميهي: - ياسر نور الدين : | - نسرين سعد الدين:نهله - شريف الطيب : - كانان يوشيمورا:عليه كايزر - رشا مهدي:سميره | - سميرة الهواري:فوزيه المغربيه - أحمد فؤاد سليم:صالح البخيل - مخلص البحيري:الطبيب - محمود البزاوي:فؤاد |

## روابط خارجية
- مقالات تستعمل روابط فنية بلا صلة مع ويكي بيانات